# Sardar Asad Bajtiarí
Alí Qolí Jan Bajtiarí (n. Yunaqán, 1857–Teherán, 1917), más conocido como Sardar Asaad Bajtiarí y también como Hach Alí Qolí Jan, Sardar Bahador y Sardar Asad II fue un líder tribal bajtiarí de la tribu Haft Lang y revolucionario iraní que desempeñó un papel determinante en el desarrollo de la guerra civil que siguió a la revolución de 1906. 
Tercer hijo de Hosein Qolí Jan Iljaní, Alí Qolí Jan se alzó contra el reaccionario shah Mohammad Alí Qayar y en apoyo de su hermano Nayaf Qolí Jan Samsam os-Saltané y su primo Ebrahim Jan Zargham os-Saltané después de que el rey hiciera bombardear la Asamblea de Consulta Nacional el 18 de julio de 1908. Una vez hubo conquistado Ispahán con la caballería bajtiarí, se dirigió a Bajtiarí pasando por Irak, encabezó personalmente a los jinetes y los dirigió a la conquista de Teherán con el fin de preservar la Ley Fundamental aceptada por Mozaffareddín Shah Qayar, padre de Mohammad Alí Shah.